# 意大利统一共产党

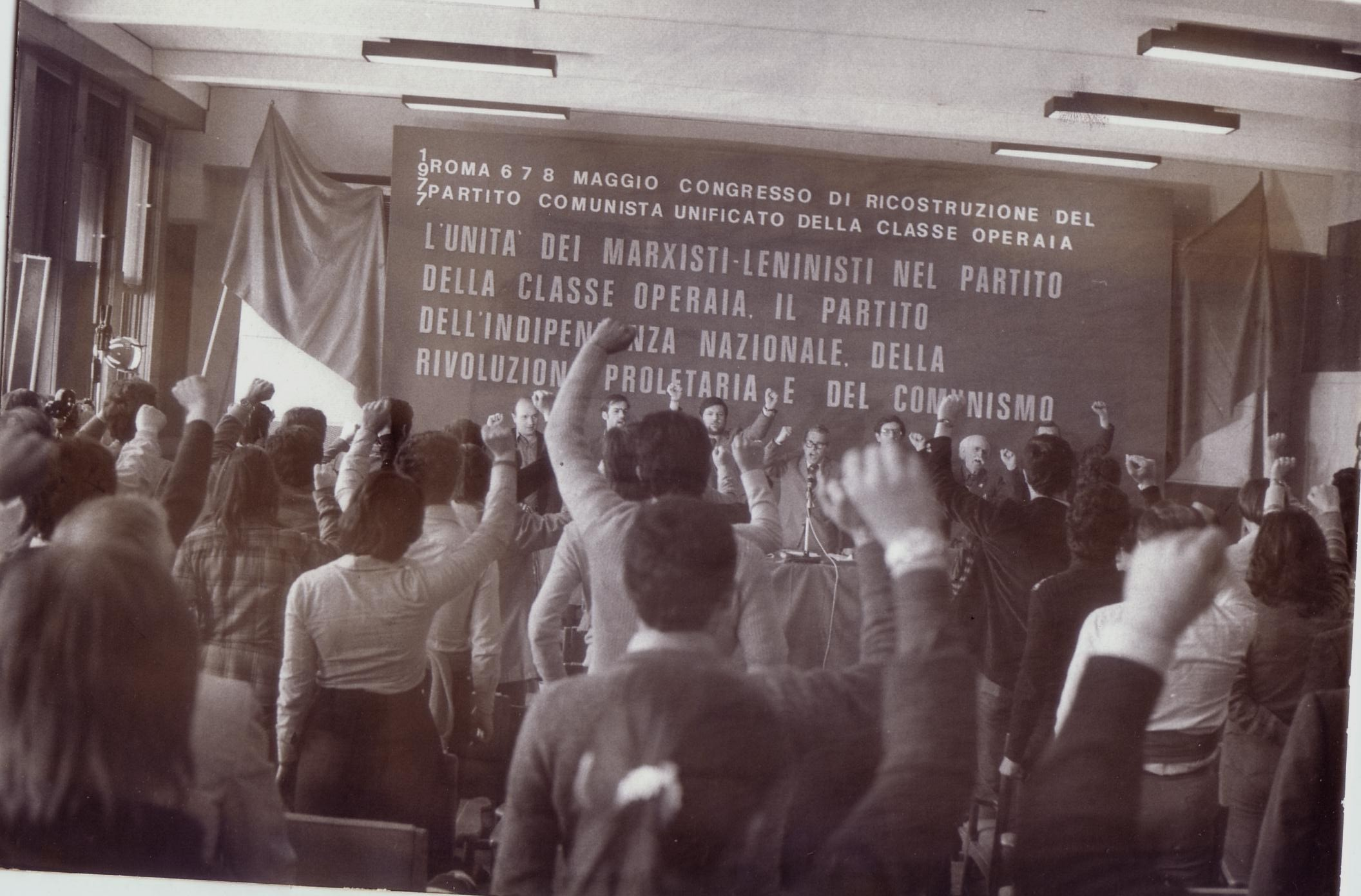
1977年5月的意大利统一共产党成立大会

意大利统一共产党（義大利語：Partito Comunista Unificato d'Italia，缩写为PCUd'I）是意大利的一个已不存在的共产主义政党。该党成立于1977年5月。该党的意识形态是共产主义、马克思列宁主义、毛泽东思想。它的总书记是奥斯瓦尔多·佩谢。该党出版刊物《无产阶级路线》。该党曾是“共产主义协调”的成员。该党曾派代表出席国际共产主义研讨会。